# Чихачёво (Великолукский район)
Чихачёво — деревня в Великолукском районе Псковской области России. Входит в состав сельского поселения «Борковская волость».
Расположена на юго-западе района, в 39 км к юго-западу от центра города Великие Луки и в 14 км к северо-востоку от волостного центра деревни Борки.

## Население
Численность населения деревни по оценке на 2000 год составляла 2 человека, на 2010 год — 1 человек.
| 2001 | 2002 | 2010 |
| ---- | ---- | ---- |
| 2    | ↗5   | ↘2   |